# اطلس هوندا
اطلس هوندا (اردو: اٹلس ہنڈا) شرکت خودروسازی پاکستانی است، که در سال ۱۹۶۲ توسط شرکت هوندا تأسیس شد.